# Сойни, Тимо
Ти́мо Ю́хани Со́йни (фин. Timo Juhani Soini, 30 мая 1962, Раума, Финляндия) — финский политик, бывший председатель партии «Истинные финны» (1997—2017); министр иностранных дел Финляндии (2015—2019).

## Политическая карьера
В 1988 году получил степень магистра политологии в Хельсинкском университете.
Является первым членом партии Истинные финны, избранным в Европейский парламент (2009). Был выдвинут как претендент на Президентских выборах в Финляндии в 2006 году, набрал 3,4 %.
После того, как на парламентских выборах 2011 года Истинные финны стали третьей по числу представителей в эдускунте (финском парламенте) партией в стране, Сойни вёл переговоры с лидером победившей на выборах Национальной коалиционной партии Юрки Катайненом об участии Истинных финнов в правительстве, однако 12 мая Сойни заявил о прекращении этих переговоров и уходе его партии в оппозицию из-за разногласий по вопросу финансовой помощи, которую Европейский союз планирует оказать Португалии.
В октябре 2012 года на муниципальных выборах стал депутатом в Эспоо и в ноябре был избран председателем городского совета (вступил в должность в январе 2013 года).
После выборов в Эдускунту 2015 года, на которых «Истинные финны» заняли второе место, их лидер Тимо Сойни вошёл в правительство и занял пост заместителя председателя Государственного совета Финляндии — министра иностранных дел Финляндии.
В выборах 2017 года на пост председателя «Истинных финнов» участия не принимал. 10 июня 2017 года его на этом послу сменил Юсси Халла-ахо.
18 апреля 2019 года сообщил о завершении своей политической карьеры.

## Прочее
- По религиозным убеждениям — католик[5].
- Болельщик футбольного клуба Миллуолл.
- В начале 2015 года игра Happy Flappy Soini с изображением политика заняла вторую строчку среди самых популярных бесплатных приложений для мобильных устройств[6].